# 毎日デイリーニューズ
毎日デイリーニューズ（まいにちデイリーニューズ、Mainichi Daily News）は、毎日新聞社がかつて発行していた英字新聞。
1922年4月22日、当時の大阪毎日新聞社がザ・オオサカ・マイニチ（ざ・おおさか・まいにち、The Osaka Mainichi）として創刊。創刊以来、日本語名では「英文毎日」として日本で発行される英字新聞としては古参の部類に属したが、2001年3月31日を以て紙媒体の発行を停止し、翌月インターネット上のニュースサイト（無料）へ移行し現在も配信中である。
2022年、創刊100年を迎えた。現在のタイトルはザ・マイニチ（ざ・まいにち、The Mainichi）である。

## 疑義が持たれた報道
- 1988年9月26日、「A Nation Plugged Into Grief」と題した昭和天皇崩御を前提とした社説を誤掲載し、回収騒ぎを起こす。当時の経営企画室長が『創』の取材[2] に応えたところによると、この手の事件でよくある予定稿の誤掲載ではなく、ある記者が覚え書きとしてフロッピーに保存しておいたものを、他の記者が記事用のフロッピーと間違えて紙面化。運悪く校正の段階でも気付かれなかったとのこと。取締役小池唯夫が主筆を解かれ、英文毎日局長近藤健が解任処分。
- 2008年5月下旬、コラム「WaiWai」において長期にわたり不正確・猥雑な記事が配信されているとして、日本語のインターネット・コミュニティ（掲示板など）で批判が高まり、問題が表面化。後に毎日新聞社は関係者の処分を発表。

## 不祥事
- コラム「WaiWai」が他の新聞社・出版社計32社の記事を、著作権者の同意を得ないまま無断で使用していたことが判明し、毎日新聞社は2008年9月27日付の『毎日新聞』朝刊に謝罪記事を掲載した[3]。同社の説明によれば、ウェブサイト移行以前の1989年10月から他社記事の無断使用があった[3]。